# Contamine-sur-Arve
Contamine-sur-Arve är en kommun i departementet Haute-Savoie i regionen Auvergne-Rhône-Alpes i sydöstra Frankrike. Kommunen ligger i kantonen Bonneville som tillhör arrondissementet Bonneville. År 2022 hade Contamine-sur-Arve 2 374 invånare.

## Befolkningsutveckling
Antalet invånare i kommunen Contamine-sur-Arve
| Referens: INSEE |